# 資本出版有限公司
資本出版有限公司（CAPITAL PUBLICATIONS LIMITED，除牌時8155.HK） ，由1987年由鄭經翰創立，當時唯一資產《資本雜誌》，也就是從百樂門印刷集團收購股份，由南華置地取代上市，原因是印刷成本不斷上漲，長期虧損，於是南華中國把旗下地產業務注入本公司。
在2007年3月8日於香港交易所創業板上市。

## 連結
- 南華置地
- 資本雜誌 （页面存档备份，存于）